# Episodi di Louie (quinta stagione)
La quinta e ultima stagione della serie televisiva Louie, composta da 8 episodi, viene trasmessa negli Stati Uniti dal 9 aprile al 28 maggio 2015 sul canale FX.
In Italia la stagione è andata in onda su Fox Comedy a partire dal 6 al 27 novembre 2015.
| nº | Titolo originale | Titolo italiano          | Prima TV USA   | Prima TV Italia  |
| -- | ---------------- | ------------------------ | -------------- | ---------------- |
| 1  | Pot Luck         | La madre surrogato       | 9 aprile 2015  | 6 novembre 2015  |
| 2  | A La Carte       | Un consiglio per Bart    | 16 aprile 2015 | 6 novembre 2015  |
| 3  | Cop Story        | La pistola scomparsa     | 23 aprile 2015 | 13 novembre 2015 |
| 4  | Bobby's House    | A casa di Bobby          | 30 aprile 2015 | 13 novembre 2015 |
| 5  | Untitled         | Incubi                   | 7 maggio 2015  | 20 novembre 2015 |
| 6  | Sleepover        | Pigiama party            | 14 maggio 2015 | 20 novembre 2015 |
| 7  | The Road Part 1  | Louie in tour - 1ª parte | 21 maggio 2015 | 27 novembre 2015 |
| 8  | The Road Part 2  | Louie in tour - 2ª parte | 28 maggio 2015 | 27 novembre 2015 |